# 李乐民
李乐民（1932年5月28日—），浙江吴兴南浔人，中华人民共和国通信技术专家，中国工程院院士。

## 生平
1952年8月，李乐民就读于交通大学电机系，毕业后留校任教。1954年12月至1955年8月，在天津大学电讯系担任进修教师，学习长途通信。1956年9月起因院系调整到成都电讯工程学院（现电子科技大学）任教。1970年代初，李乐民负责研制中国第一台载波话路用9600 Byte/s高速数传机。之后主持编写《北京地铁无线连接信息传输设备》，获得1978年全国科学大会奖、四川省科技成果三等奖。
1980年8月，被公派到美国加利福尼亚大学圣地亚哥分校作访问学者。1982年回国。1985年至1994年，担任信息系统研究所所长，开始研究数学通信中传输性能与干扰研究。期间负责的《140兆比特/秒数字彩色电视光纤传输系统》获电子部科技一等奖，其主要指标视频信噪比属国际先进水平并填补当时中国空白。之后主持负责863项目《单节点异步转移模式实验模型》项目，获得电子部科技进步一等奖。1986年，被批准为国家级有突出贡献中青年专家。1990年至1994年，担任宽带光纤传输与通信系统技术国家重点实验室主任，首次实现B-ISDNUNL信令同，首次实现100MB/s以上宽带综合业务通信实验。1991年，接受政府特殊津贴。1997年，被选为中国工程院院士。
此外他还是第六届、第七届、第八届、第九届全国人大代表，中国通信学会学术工作委员会委员。

## 著作
李乐民主要著作有：
- 李乐民、叶佳祥．《数字传输设备中的均衡器》．北京：人民邮电出版社，1980
- 李乐民、赵梓森等．《数字通信传输系统》．北京：人民邮电出版社，1986
- 孙海荣、李乐民．《ATM技术——概念、原理和应用》．成都：电子科技大学出版社，1995年
- 李乐民、吴诗其、冯钢．《数字通信系统中的网络优化技术》．国防工业出版社，1996年